# Walter Galpin Alcock
Sir Walter Galpin Alcock (né le 29 décembre 1861 et mort le 11 septembre 1947) est un organiste et compositeur anglais ayant occupé un certain nombre de postes importants en tant qu'organiste, jouant notamment à l'abbaye de Westminster lors des couronnements de trois rois britanniques : Édouard VII (1902), George V (1911) et George VI (1937). Walter Alcock a également été professeur d'orgue au Royal College of Music de Londres.

## Biographie
Walter Galpin Alcock est né à Edenbridge (Kent) le 29 décembre 1861. Il est le fils de Walter William Alcock et de Mary Galpin. En 1871, Walter William était le surintendant de l'orphelinat de la police métropolitaine à Fortescue House, Twickenham.
À l'âge de 15 ans, Walter Alcock obtient une bourse d'études et se rend à Londres au Royal College of Music, où il étudie la composition auprès d'Arthur Sullivan et l'orgue avec John Stainer.
Après divers postes (notamment Holy Trinity, Sloane Street (en) et à l'église Sainte-Marguerite de Westminster), il est nommé en 1893 professeur d'orgue au Royal College of Music. La même année, Alcock épouse Naomi Blanche Lucas. Ensemble ils auront un fils et cinq filles. La fille aînée, Naomi Judith, a épousé Dingwall Latham Bateson (en) en 1922.
Walter Alcock a été organiste assistant de l'abbaye de Westminster à partir de 1896, et, simultanément, organiste des chapelles royales à partir de 1902. En 1916, il devient organiste de la cathédrale de Salisbury où il supervise la restauration des grandes orgues. Fidèle à l'orgue qu'a connu Henry Willis (en), Alcock alla même jusqu'à refuser que des parties de l'instrument sortent de la cathédrale.
Il joue jouant lors des couronnements de trois rois britanniques, Édouard VII, George V et George VI.
Entre 1917 et 1924, Alcock, avec Charles Harford Lloyd, jongle ainsi avec le poste de directeur de The Madrigal Society (en), pour seconder le vieillissant Sir Frederick Bridge, nommé à ce poste depuis 1888.
Alcock a été fait chevalier en 1933, pour ses services à la musique. Il était un enseignant particulièrement apprécié de ses nombreux étudiants. Parmi ses élèves notables figurent Edward Bairstow, Ralph Downes et S. Drummond Wolff (en).
Ses passe-temps comprenaient la construction d'un chemin de fer miniature, avec lequel les enfants de chœur de Salisbury voulaient tous s'amuser.
Walter Alcock est décédé à l'âge de 85 ans, le 11 septembre 1947. Son enterrement a eu lieu dans la cathédrale de Salisbury.
Dans un hommage nécrologique, Sir Thomas Armstrong a loué les qualités techniques et musicales d'Alcock comme interprète, ajoutant :
« What brilliance there was in his passage-work! What fire in his handling of a Bach Toccata! What restraint and climax in his fugue playing! It was virile, impassioned, romantic, but controlled. No academic pretensions here about making it sound like some emasculated eighteenth-century instrument! And at eighty Alcock was all that he had been at fifty, with an added maturity and mellowness. It was wonderful. »
« Quelle brillance dans ses passages ! Quelle fougue dans son traitement d'une Toccata de Bach ! Quelle retenue et quelle apogée dans son jeu de fugue ! C'était viril, passionné, romantique, mais contrôlé. Pas de prétention académique ici pour faire sonner l'instrument comme un instrument émasculé du XVIIIe siècle ! Et à quatre-vingts ans, Alcock est tout ce qu'il était à cinquante ans, avec une maturité et une douceur supplémentaires. C'est merveilleux. »